# Tølløse Kommune
| Strukturdaten       | Strukturdaten  |
| ------------------- | -------------- |
| Sitz der Verwaltung | Tølløse        |
| Fläche              | 126,07 km²     |
| Einwohner           | 9.758 (2004)   |
| Kommune seit 2007   | Holbæk Kommune |

Tølløse Kommune war bis Dezember 2006 eine dänische Kommune im damaligen Vestsjællands Amt im Nordwesten der dänischen Hauptinsel Seeland. Seit Januar 2007 ist sie zusammen mit den ehemaligen Kommunen Holbæk, Jernløse, Svinninge und Tornved Teil der neuen Holbæk Kommune.